# Sieben Zeilen (Nürnberg)

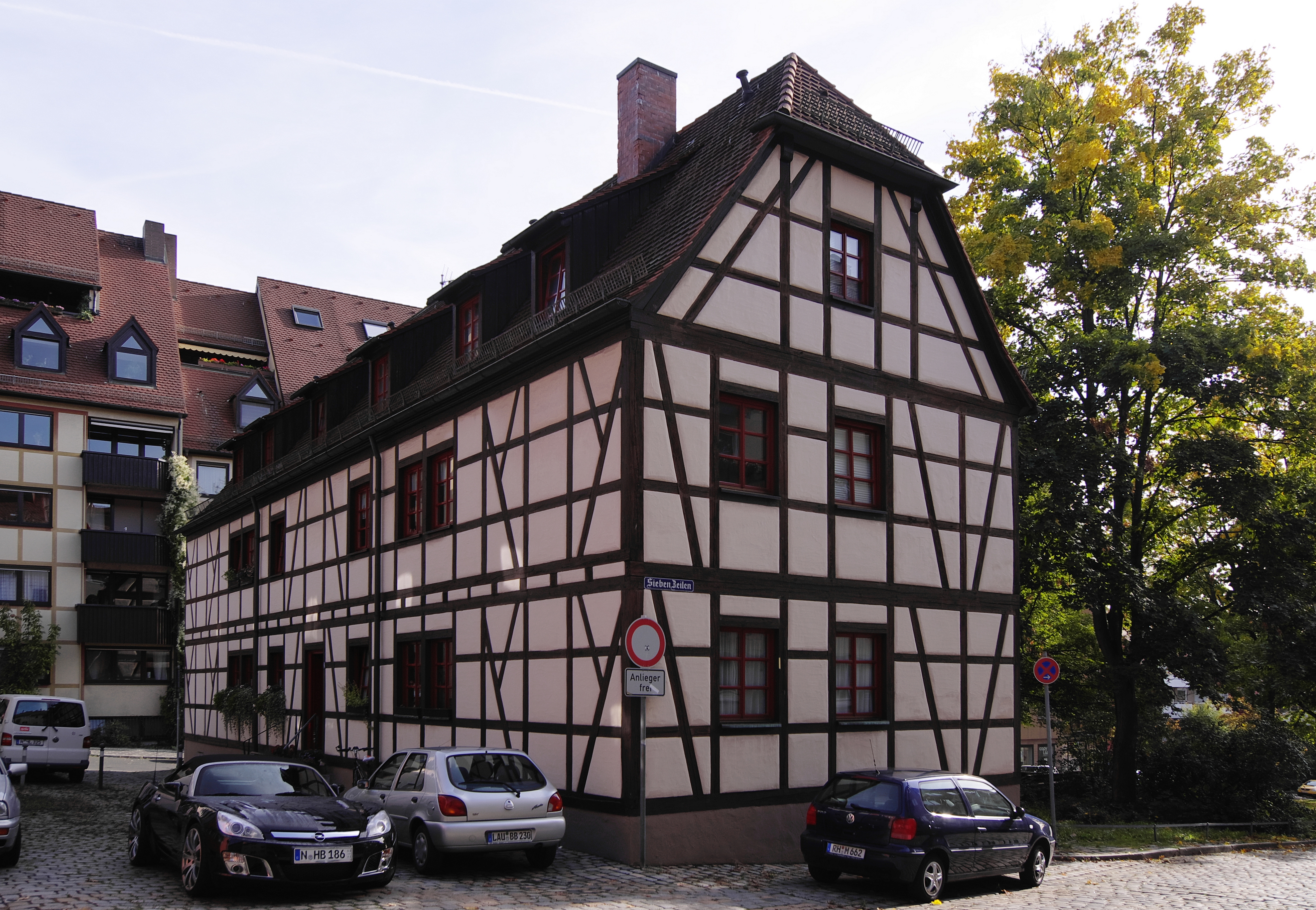
Haus Sieben Zeilen 6, historisierender Neubau von 1973

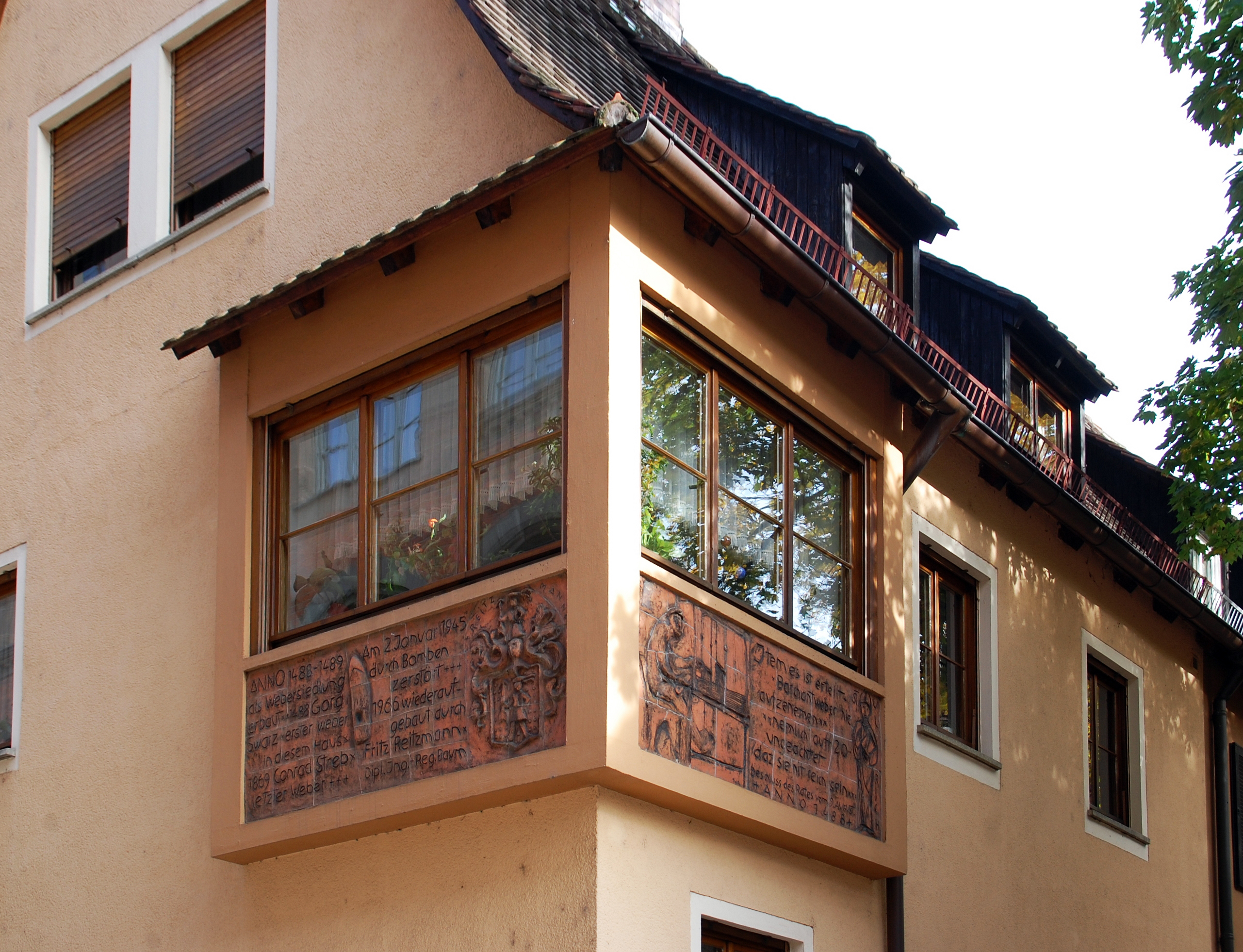
Erker mit Erinnerungstafel

Sieben Zeilen ist der Name einer historischen Arbeitersiedlung in Nürnberg. Sie gehört zu den wichtigsten Baudenkmälern der Nürnberger Altstadt und ist eine Station der Historischen Meile Nürnberg.

## Lage
Die Sieben Zeilen befinden sich in der Sebalder Altstadt zwischen Webersplatz und Maxtor. Das Gebiet wurde vor der Bebauung Treibberg und danach Schwabenberg genannt.

## Geschichte
1489 wurden auf dem aufgefüllten inneren Stadtgraben in fünf Zeilen je drei Handwerkerhäuser errichtet und aus Augsburg und Ulm angeworbene schwäbische Barchentweber angesiedelt, um das Textilgewerbe in der Stadt zu fördern. 1524 kamen zwei weitere Zeilen hinzu. Diese Webersiedlung gilt als Vorläufer des sozialen Wohnungsbaus. Weitere Häuser wurden auf der Insel Schütt gebaut. 
Zu Beginn des 19. Jahrhunderts verkaufte die Stadt die bis dahin von Webern bewohnten Häuser. Während der Luftangriffe im Zweiten Weltkrieg wurden 19 Häuser zerstört, nur zwei überstanden den Krieg. 1966 und 1973 wurden die zerstörten Häuser maßstabsgetreu wieder aufgebaut; 1973 wurde jedoch die südliche Zeile mit den beiden Originalhäusern für einen Neubau abgerissen.

## Die Häuser
Die Häuser waren zweigeschossig mit einem Grundriss von 7,20×8,20 m. Im Keller befanden sich die Werkstatt mit den Webstühlen und das Lager, im Erdgeschoss die Küche, Stube und eine unbeheizte Kammer. Erst im 19. Jahrhundert wurde das Dachgeschoss ausgebaut.